# Майдан (Камінь-Каширський район)
Майда́н — село в Україні, у Маневицькій селищній громаді Камінь-Каширського району Волинської області. Населення становить 183 особи.
Відстань до райцентру становить близько 33 км і проходить автошляхом E373, із яким збігається М07.

## Географія
Через село тече річка Осина, права притока Стоходу.

## Історія
У 1906 році село згадується як Чернявка, Поворська волость, Ковельського повіту,  Волинської губернії. Відстань від повітового міста 46 км. Дворів 11, мешканців 80.
19 липня 2020 року, в результаті адміністративно-територіальної реформи та ліквідації  Маневицького району, село увійшло до складу новоутвореного Камінь-Каширського району.

## Населення
Згідно з переписом УРСР 1989 року чисельність наявного населення села становила 155 осіб, з яких 75 чоловіків та 80 жінок.
За переписом населення України 2001 року в селі мешкало 180 осіб.

### Мова
Розподіл населення за рідною мовою за даними перепису 2001 року:
| Мова       | Відсоток |
| ---------- | -------- |
| українська | 98,36 %  |
| російська  | 1,09 %   |
| інші       | 0,55 %   |